# Podmorski vulkan
Podmorski vulkani so podvodne odprtine ali razpoke na zemeljskem površju, iz katerih lahko izbruhne magma. Številni podmorski vulkani so v bližini območij nastajanja tektonskih plošč, znanih kot srednjeoceanski grebeni. Ocenjuje se, da samo vulkani na srednjeoceanskih grebenih predstavljajo 75 % proizvodnje magme na Zemlji. Čeprav je večina podmorskih vulkanov v globinah morij in oceanov, nekateri obstajajo tudi v plitvi vodi in ti lahko med izbruhom izpustijo material v ozračje. Skupno število podmorskih vulkanov je ocenjeno na več kot milijon (večina jih je zdaj ugaslih), od katerih se jih približno 75.000 dviga več kot 1 kilometer nad morskim dnom. Znano je, da je v zadnjih 11.700 letih izbruhnilo samo 119 podmorskih vulkanov v zemeljskih oceanih in morjih.
Hidrotermalni vrelci, mesta bogate biološke aktivnosti, so običajno v bližini podmorskih vulkanov.

## Vpliv vode na vulkane
Prisotnost vode lahko močno spremeni značilnosti vulkanskega izbruha in eksplozije podvodnih vulkanov v primerjavi s tistimi na kopnem.
Voda na primer povzroči, da se magma ohladi in strdi veliko hitreje kot pri zemeljskem izbruhu, kar jo pogosto spremeni v vulkansko steklo. Oblike in teksture lave, ki jo tvorijo podmorski vulkani, se razlikujejo od lave, ki izbruhne na kopnem. Ob stiku z vodo se okrog lave oblikuje trdna skorja. Napredujoča lava teče v to skorjo in tvori tisto, kar je znano kot blazinasta lava.
Pod oceanskimi globinami približno 2200 metrov, kjer tlak presega kritični tlak vode (22,06 MPa ali približno 218 atmosfer za čisto vodo), ne more več vreti; postane superkritična tekočina. Brez kipečih zvokov je globokomorske vulkane težko zaznati na velikih razdaljah s hidrofoni.
Kritična temperatura in tlak se povečata v raztopinah soli, ki so običajno prisotne v morski vodi. Pričakuje se, da se bo sestava vodne raztopine v bližini vročega bazalta in kroženja v kanalih vročih kamnin razlikovala od sestave vode v razsutem stanju (tj. morske vode stran od vročih površin). Ena ocena je, da je kritična točka 407 °C in 29,9 MPa, medtem ko sestava raztopine ustreza sestavi približno 3,2 % NaCl.

## Raziskovanje
Znanstveniki se morajo še veliko naučiti o lokaciji in dejavnosti podvodnih vulkanov. V prvih dveh desetletjih tega stoletja je Urad za raziskovanje oceanov NOAA financiral raziskovanje podmorskih vulkanov, pri čemer so bile posebej omembe vredne misije Ognjenega obroča do Marianskega loka v Tihem oceanu. Z uporabo daljinsko upravljanih vozil (ROV) so znanstveniki preučevali podvodne izbruhe, jezerce staljenega žvepla, črne dimnike in celo morsko življenje, prilagojeno temu globokemu, vročemu okolju.
Raziskava ROV KAIKO ob obali Havajev je nakazala, da se tokovi lave pahoehoe pojavljajo pod vodo, stopnja naklona podmorskega terena in stopnja dovajanja lave pa določata obliko nastalih rež.
Avgusta 2019 so mediji poročali o velikem splavu s plovcem, ki je plaval v južnem Tihem oceanu med Fidžijem in Tongo. Kasnejše znanstvene raziskave so pokazale, da je splav plovec izviral iz izbruha bližnjega podmorskega vulkana, ki je bil neposredno opazovan kot vulkanski oblak na satelitskih slikah. To odkritje bo znanstvenikom pomagalo bolje napovedati predhodnike podmorskega izbruha, kot so nizkofrekvenčni potresi ali podatki hidrofona, z uporabo strojnega učenja.

## Podvodne gore
Številni podmorski vulkani so podvodne gore, običajno ugasli vulkani, ki se nenadoma dvignejo iz morskega dna od 1000 metrov do 4000 metrov globine. Oceanografi jih opredeljujejo kot neodvisne značilnosti, ki se dvigajo do najmanj 1000 metrov nad morskim dnom. Vrhove pogosto najdemo na stotine do tisoče metrov pod površjem, zato velja, da so v globokem morju. Ocenjuje se, da je po vsem svetu okoli 30.000 podvodnih gora, le nekaj pa jih je raziskanih. Vendar pa so nekatere podvodne gore tudi nenavadne. Na primer, medtem ko so vrhovi podvodnih gora običajno več sto metrov pod morsko gladino, se podvodna gora Bowie v kanadskih pacifiških vodah dviga iz globine približno 3000 metrov do 24 metrov morske gladine.

## Prepoznavanje vrst izbruhov po zvokih
Obstajata dve vrsti zvoka, ki ga ustvarijo podmorski izbruhi: enega ustvari počasno sproščanje in pokanje velikih mehurčkov lave, medtem ko hitre eksplozije plinskih mehurčkov ustvarijo drugega. Uporaba te metode za razlikovanje obeh lahko pomaga pri merjenju povezanih vplivov na morske živali in ekosisteme, prostornino in sestavo toka lave pa je mogoče oceniti in vgraditi v model za ekstrapolacijo možnih učinkov.
Znanstveniki so zvoke povezali s prizori pri obeh vrstah izbruhov. Leta 2009 sta videokamera in hidrofon lebdela 1200 metrov pod morsko gladino v Tihem oceanu blizu Samoe ter opazovala in poslušala, kako je vulkan West Mata izbruhnil na več načinov. Združevanje videa in zvoka je omogočilo raziskovalcem, da se naučijo zvokov, ki jih povzroča počasno razbijanje lave in različnih zvokov, ki jih povzroča na stotine plinskih mehurčkov.